# Карницкий, Иосиф Иванович
Иосиф Иванович Карницкий (Мартин-Иосиф-Иван; 1840—1914) — российский юрист, сенатор, действительный тайный советник (1911).
Сын Ивана Осиповича Карницкого (1812—1879) — сенатора и статс-секретаря Совета управления в Царстве Польском. Образование получил в Париже, в 1862 г. поступил на государственную службу в Царстве Польском, затем в одном из департаментов министерства юстиции. В 1877—1882 годах состоял товарищем обер-прокурора гражданского кассационного департамента Сената; в 1895 г. назначен сенатором.
С момента учреждения редакционной комиссии по составлению гражданского уложения (1882 г.) Карницкий вошел в ее состав, оставался в ней вплоть до завершения ее работ, был одним из самых деятельных ее сотрудников, а после смерти А. А. Книрима — ее председателем. Работе в комиссии Карницкий отдал лучшие свои силы и из-за нее почти отказался от другой научно-литературной деятельности.
Им опубликованы «Проект положения о приобретении права собственности на движимые вещи» (1895) и ряд докладов, читанных в юридическом обществе при Петербургском университете. В трудах этого общества Карницкий принимал живое участие и одно время состоял председателем его гражданского отделения. В своей судебной, литературной и, в особенности, законодательной деятельности Карницкий обнаружил, наряду с непоколебимой преданностью лучшим заветам эпохи «Великих реформ», небольшие аналитические способности и живое понимание выдвигаемых наукой и жизнью проблем, — данные, благодаря которым труды его по созданию гражданского уложения оказались особенно плодотворными.
Скончался в 1914 году на баварском курорте Бад-Верисхофен во время лечения.